# Paul Ott (Orgelbauer)

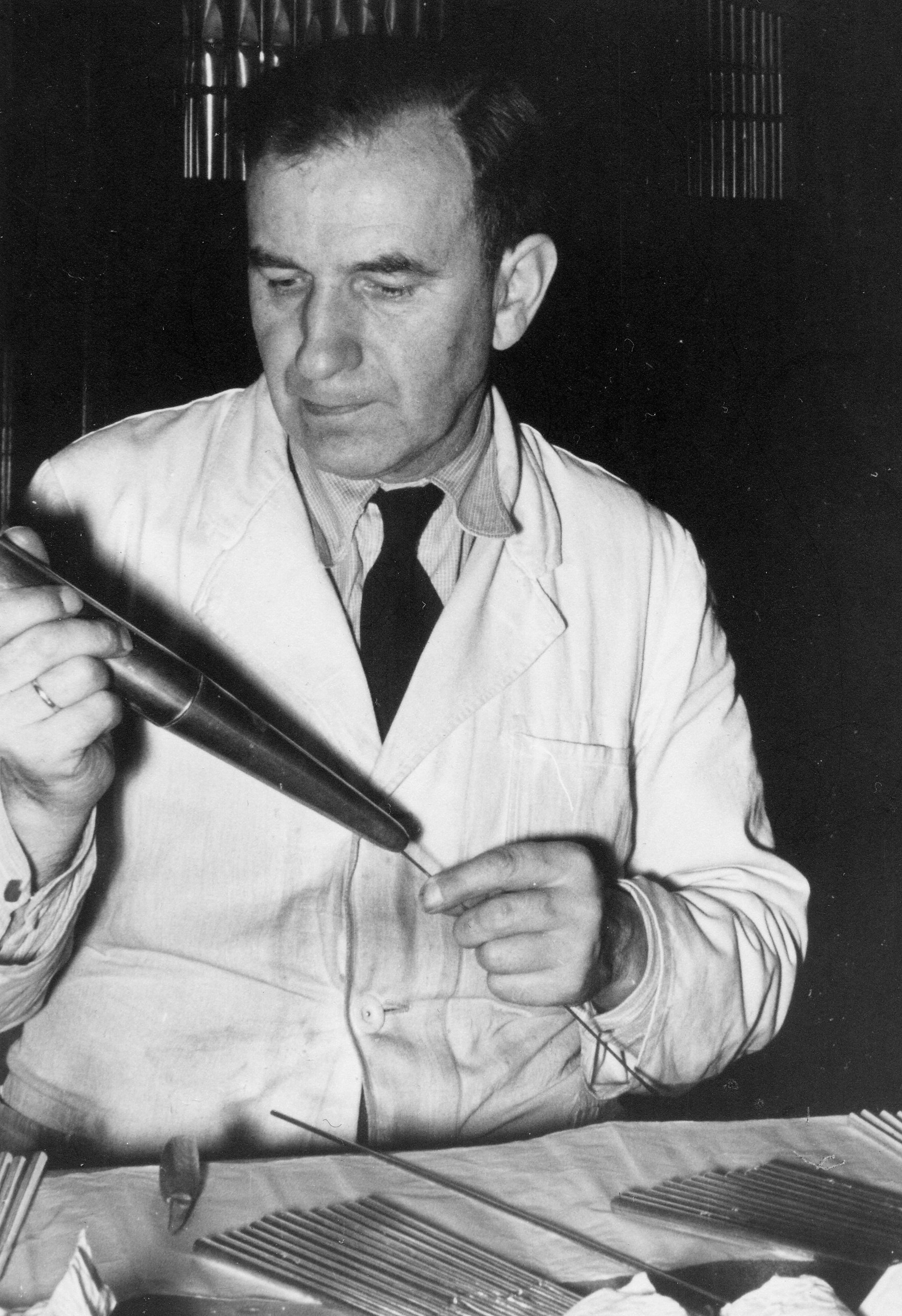
Paul Ott 1954 beim Orgelneubau für Göttingen, St. Johannis

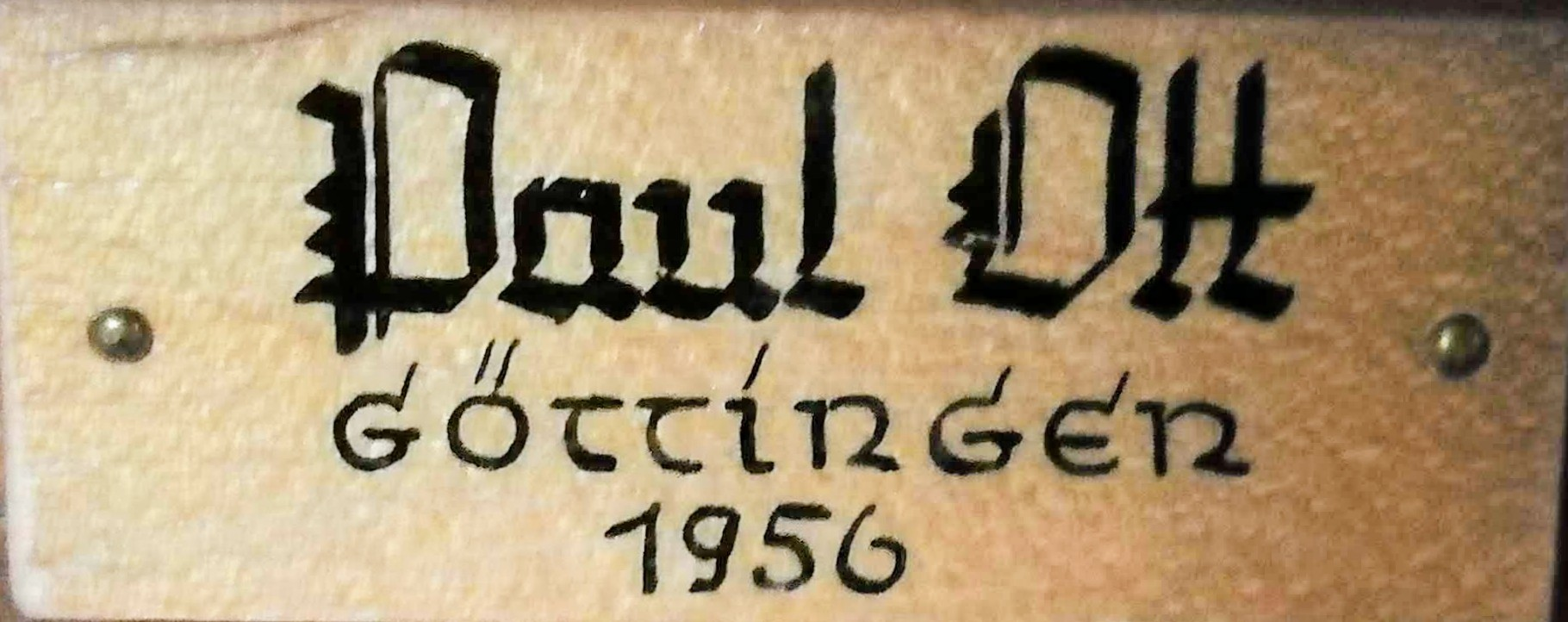
Firmenschild in der Christuskirche Göttingen

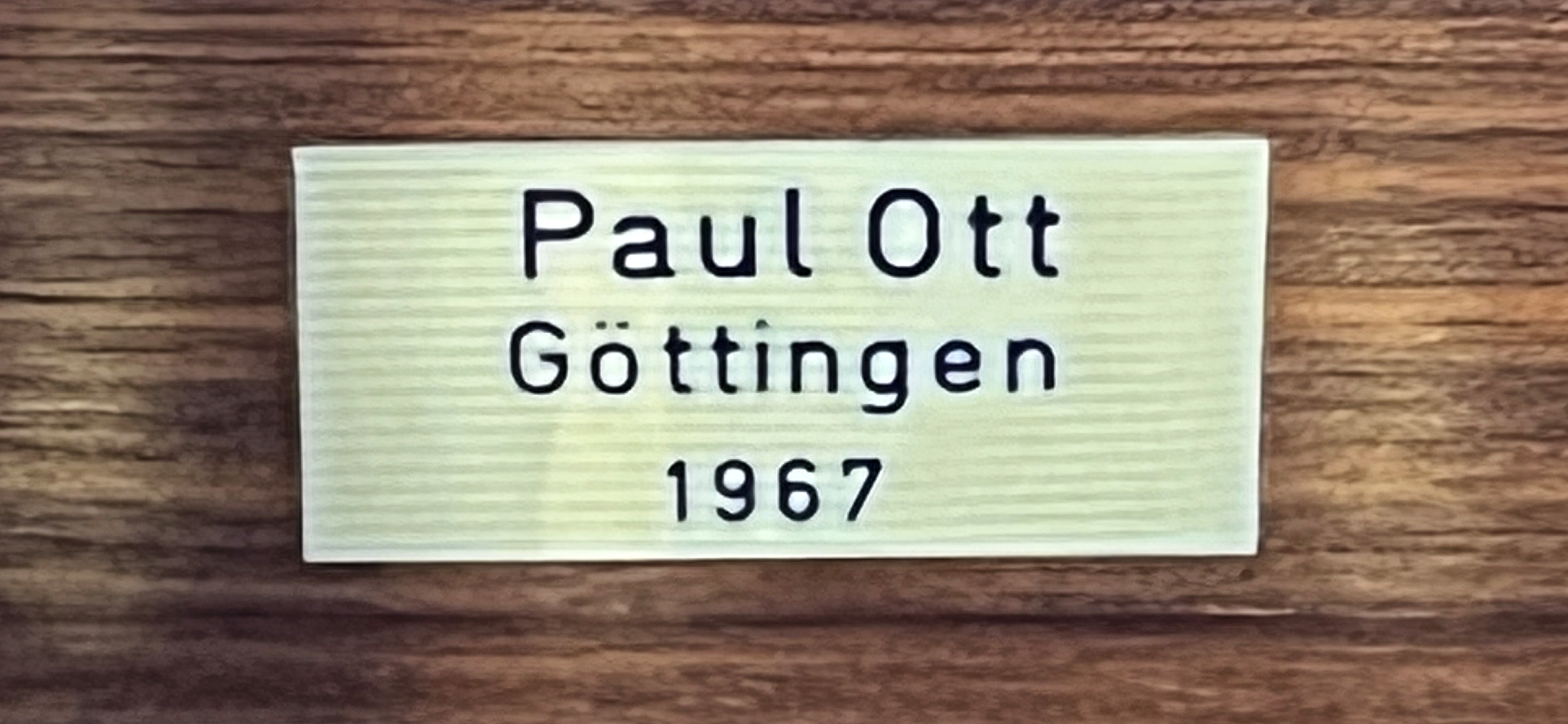
Firmenschild in St. Markus München

Paul Ott (* 23. August 1903 in Oberteuringen; † 28. Oktober 1991 in Bovenden) war ein  deutscher Orgelbauer und Vertreter der Orgelbewegung des 20. Jahrhunderts.

## Leben
Paul Ott, der eigentlich die Käserei seines Vaters übernehmen sollte, entschied sich lieber für eine Schreinerlehre. Anschließend ließ er sich von 1928 bis 1929  bei der Oettinger Firma Steinmeyer zum Orgelbauer ausbilden. Als Mitglied der Singbewegung bekam er Kontakt zu Karl Vötterle und Christhard Mahrenholz und konnte zunächst auf dem Gelände der Firma Giesecke in Göttingen selbständig arbeiten. Da ihm jedoch der Aufbau einer eigenen Werkstatt finanziell noch nicht möglich war, war Ott auch bei der Firma Hermann Eule in Bautzen beschäftigt.
Bereits 1930 fertigte Ott sein erstes Positiv für die Göttinger Marienkirche, eine eigene Werkstatt konnte er aber erst 1932 eröffnen. Als einer der wenigen Orgelbauer, die zu dieser Zeit bereits wieder die Prinzipien des vorromantischen Orgelbaus (z. B. Verwendung der Schleiflade) berücksichtigten, erhielt er bald weitere wichtiger Aufträge für Kleinorgeln, darunter eine Hausorgel für Hugo Distler (1938).
1937 erhielt Ott den Meisterbrief. Bald begann er mit der Restaurierung historischer Orgeln in Norddeutschland, die als bedeutend erkannt wurden, so Stade, St. Wilhadi und Cappel. Erst nach dem Zweiten Weltkrieg jedoch, in den 1950er Jahren, gab es auch Aufträge für größere Instrumente. Der erste dreimanualige Neubau Otts war die Orgel der Christuskirche in Wolfsburg (1951). Weitere Restaurierungen betrafen Lemgo, Borgentreich, Norden und Stade, St. Cosmae. Der wirtschaftliche Höhepunkt der Werkstatt Ott lag in den 1960er und 1970er Jahren, als zahlreiche Instrumente für Kunden in Deutschland und darüber hinaus in mehreren europäischen Ländern und in Übersee gebaut wurden.
1980 musste die bisher als Kommanditgesellschaft geführte Firma Konkurs anmelden. Auftragszusagen aus dem In- und Ausland ermöglichten die Gründung der Paul Ott GmbH in Bovenden als Auffanggesellschaft. Paul Otts Sohn Dieter Ott (* 13. Juni 1934; † 24. August 2010) übernahm die Göttinger Werkstatt, in der Paul Ott bis zu seinem Tod weiterarbeitete. Er führte sie nach der Auflösung der Paul Ott GmbH am 16. Juli 1990 zunächst mit dem im Jahr zuvor als Einzelfirma gegründeten Unternehmen Paul Ott Orgelpflegedienst weiter. Mit Dieter Otts Tod kam die Orgelbautradition der Göttinger Werkstatt Ott zu ihrem Ende.
Anfang 2011 wurde das Firmenarchiv der Werkstatt Ott dem Niedersächsischen Wirtschaftsarchiv Braunschweig übergeben. Es umfasst etwa 1400 Archivalien und ist inzwischen erschlossen. 2021 begann das Niedersächsische Wirtschaftsarchiv, die Pläne und Zeichnungen zu mehr als 1.100 Orgelbauprojekten zu restaurieren.

## Bewertung
Das historische Verdienst Paul Otts war es, der erste Orgelbauer zu sein, der die Ideen der Orgelbewegung auch in technischer Hinsicht umsetzte. Vor allem ist hier die Rückbesinnung auf die Schleiflade mit mechanischer Traktur zu nennen. Die Verwendung niedrigen Winddrucks und die Orientierung der Disposition an norddeutschen Barockorgeln, oft in überspitzter Form, führten jedoch – nachträglich beurteilt – zu Entstellungen etlicher historischer Orgeln bei Restaurierungen. Der sorglose Umgang mit historischem Material war für den Orgelbau der damaligen Zeit jedoch typisch. Er resultierte daraus, dass dem Idealbild des Neobarock mehr Bedeutung zugemessen wurde, als dem tatsächlich erkennbaren historischen Zustand einer Orgel. Weiterhin ist zu berücksichtigen, dass der Orgelbauer als Restaurator historischer Instrumente in erster Linie die Arbeitsvorgaben der beteiligten Sachverständigen umsetzt. Die Orgelbauer Jürgen Ahrend und Rudolf Janke, beide ehemalige Schüler von Ott, haben sich von seiner Konzeption und Vorgehensweise distanziert und restaurierten etliche von Ott veränderte Orgeln.

## Werkliste (Auswahl)
Die unvollständige Liste führt einige Orgelneubauten und bedeutende Restaurierungen an. Die Größe der Instrumente ist mit der Zahl der Manuale (römisch) und Zahl der klingenden Register (arabisch) angegeben. Ein selbstständiges Pedal wird durch „P“ angezeigt, ein angehängtes Pedal durch ein „p“.

### Neubauten
| Jahr       | Ort                        | Gebäude                                           | Bild | Manuale | Register      | Bemerkungen |
| ---------- | -------------------------- | ------------------------------------------------- | ---- | ------- | ------------- | --- |
| 1930       | Göttingen                  | St. Marien                                        |      | I       | 7             | Opus 1, bis 2008 in Leipzig-Gohlis, Friedenskirche. Seit 2008 Privatbesitz |
| 1932       | Bunzlau                    | Stadtpfarrkirche                                  |      | I       | 3             | zuvor Ausstellung auf den Kasseler Musiktagen, nicht erhalten |
| 1932–1933  | Schlarpe                   | Ev.-luth. Kirche                                  |      | I/P     | 6             | stark umgebaut erhalten (Disposition, Gehäuse und Prospektgestaltung durch Orgelbau Krawinkel verändert) |
| 1934       | Knutbühren                 | Ev. Kirche                                        |      | I       | 6             | Otts Meisterstück, ohne Pedal, ursprünglich mit Windschöpf-Fußbetrieb (heute Motor), alle Register in Bass/Diskant geteilt, die mittels Schiebern und nicht Zügen geschaltet werden; Regal 8′ heute ersetzt durch Sesquialtera                          |
| 1935       | Reden                      | Gutskirche                                        |      | I       | 4             | erhalten |
| 1935       | Liebenburg                 | Friedhofskapelle                                  |      | I       | 6             | erhalten |
| 1935       | Leipzig                    | Haus Paul Rubardt                                 |      | I       | 3             | 1937 zurückgekauft und durch ein größeres Instrument ersetzt |
| 1935       | Göttingen                  | Haus Ludwig Doormann                              |      | II/P    | 10            | erhalten |
| 1936–1937  | Neuenkirchen (Altes Land)  | Ev.-luth. Kirche                                  |      | I/P     | 10            | 1989 Umsetzung auf die neue Westempore, Restaurierung durch Alfred Führer Orgelbau |
| 1936–1937  | Leipzig                    | Haus Paul Rubardt                                 |      | II/P    | 7             | nicht erhalten |
| 1937       | Mainz                      | Haus Adam Gottron                                 |      | I       | 2             | 1939 verkauft und durch ein größeres Instrument ersetzt |
| 1938       | Stuttgart                  | Haus Hugo Distler                                 |      | II/P    | 15            | 1991 restauriert und leicht verändert durch Karl Schuke Berliner Orgelbauwerkstatt, in Lübeck, St. Jakobi, erhalten |
| 1936–1939  | Ilsenburg                  | Schlosskirche                                     |      | II/P    | 24            | 1968 abgebaut und stark verändert von Erwin Lägel in Ilsenburg, St. Marien, wieder aufgestellt |
| 1939       | Mainz                      | Haus Adam Gottron                                 |      | II/P    | 7             | 1947 der Universität Mainz übergeben und auf 9/II/P erweitert |
| 1940       | Stade                      | Friedhof auf der Horst                            |      | I/P     | 7             | Instandsetzungen 1977 (Ott) und 1990 (Haspelmath) |
| vor 1941   | Göttingen                  | St.-Johannis-Kirche                               |      | I/p     | 6             | Positiv mit Bass-/Diskantteilung; farbliche Fassung später, 1948 Einbau eines angehängten Pedals, 1985 neues Schleierbrett durch Rudolf Janke |
| 1949       | Göttingen                  | Universität Göttingen, Musikinstrumenten-Sammlung |      | I       | 4             | Positiv |
| 1949       | Stuttgart                  | St. Hildegard (Marienkapelle)                     |      | I/P     | 9             | Gebaut als Hausorgel für Erhard Quack; vermutlich älteste mechanische Schleifladen-Orgel im Saarland, seit Einführung der Kegellade → Orgel |
| 1951       | Wolfsburg                  | Christuskirche                                    |      | III/P   | 35            | |
| 1951       | Göttingen                  | Voigt-Realschule                                  |      | II/P    | 16            | bis 2017 stillgelegt in Göttingen erhalten, aber nicht spielbar. Im Januar 2017 Transferierung nach Ichenhausen-Oxenbronn, St. Blasius, durch Orgelbau Geßner (Weißenhorn), dabei auch Umdisponierung. Gehäuseentwurf: Julius Ott, Harleshausen → Orgel |
| 1952       | Göttingen                  | Friedenskirche                                    |      | I/p     | 7             | Neubau als Brüstungsorgel mit Flügeltüren. 2006 Neubau durch Bosch unter Verwendung der Ott-Orgel als Rückpositiv |
| 1952/55/66 | Hannover                   | Gartenkirche                                      |      | IV/P    | 58            | Das Rückpositiv ist das Meisterstück von Jürgen Ahrend. Umbau und Umsetzung 2003/2004 → Orgel |
| 1953       | Freising                   | Christi Himmelfahrt                               |      | II/P    | 23            | |
| 1953       | Bremen                     | Liebfrauenkirche                                  |      | III/P   | 40            | Neubau im Mittelschiff vor der Westwand; Prospektentwurf von Julius Ott, Harleshausen; 1964 umgebaut durch Paul Ott; 1984 überholt durch Karl Schuke Berliner Orgelbauwerkstatt                                                                         |
| 1953/55    | Herford                    | Herforder Münster                                 |      | II/P    | 21            | Neubau der Chororgel unter Wiederverwendung von Gehäuseoberteil und HW-Windlade einer Orgel des Johann Andreas Zuberbier (ursprünglich I/9) sowie Neubau eines Orgelpositivs auf der Musikempore (I/5)                                                  |
| 1953/54    | Merkendorf                 | Unserer Lieben Frau                               |      | II/P    | 24            | 2022 renoviert |
| 1954       | Gütersloh                  | Apostelkirche                                     |      | II/P    | 26            | |
| 1954       | Elsdorf                    | Allerheiligen                                     |      | II/P    | 20            | |
| 1954/1960  | Göttingen                  | St.-Johannis-Kirche                               |      | IV/P    | 52            | Renovierung und Erweiterung 1999/2000 durch Rudolf Janke |
| 1955?      | Rhade                      | St. Gallus                                        |      | II/P    | 24            | Neubau unter Verwendung von Pfeifen 4 verschiedener Orgeln, u. a. in der Octav 2′ Pfeifen aus dem 16. Jahrhundert |
| 1956       | Bonn                       | Kreuzkirche                                       |      | IV/P    | 65            | |
| 1956       | Bad Godesberg              | Christuskirche                                    |      | III/P   | 44            | 2018 Verkauf nach Frankreich (Saint Antoine, Lyon), 2019 ersetzt durch Winterhalter-Orgel (31 Register, II/P) → Orgel |
| 1956       | Göttingen                  | Christuskirche                                    |      | III/P   | 12 (27)       | Bis 2016 waren nur 12 von 27 geplanten Registern fertiggestellt (Brustwerk und Rückpositiv waren vakant). 2016 Erweiterung der Orgel und Vervollständigung der fehlenden Register durch Orgelbau Bosch (III/P/28). → Orgel                              |
| 1956/1963  | Kloster Loccum             | Klosterkirche St. Maria und Georg                 |      | III/P   | 40            | Erbaut in 2 Abschnitten: 1956 Hauptwerk, Brustwerk und Pedal, 1963 Rückpositiv und einige weitere Register. Orgelgehäuse im Stil der 1950er Jahre von Jan Wilhelm Prendel. 2012 durch Neubau ersetzt, Verkauf nach Frankreich.                          |
| 1957       | Detmold                    | Christuskirche                                    |      | III/P   | 40            | Prospektentwurf von Wulf Knipping |
| 1957       | Mülheim an der Ruhr        | Stadthalle                                        |      | III/P   | 51            | Seit einem Wasserschaden Ende der 1980er Jahre ist das Instrument nicht mehr spielbar. |
| 1957       | Sittensen                  | St. Dionysius                                     |      | II/P    | 28            | Neubau unter Verwendung diverser Pfeifen von Philipp Furtwängler. |
| 1957       | Marl                       | Christuskirche                                    |      | II/P    | 24            | |
| 1958       | Jaroslawl                  | Ev. Kirche St. Peter und Paul                     |      | II/P    | 16            | Die Orgel wurde ursprünglich in der Emmauskirche in Kassel aufgestellt. Im Jahr 2001 wurde sie der Lutherischen Kirche in Jaroslawl gespendet und dort 2015 installiert.                                                                                |
| 1958       | Hildesheim                 | St. Michael                                       |      | III/P   | 42 (heute 40) | →Orgel 1970 Einbau eines Schwellers durch Ott für das Burstwerk, 1996 abgebaut durch Rösel&Hercher und 2004 in etwas verkleinerter Form, dabei auch Dispositionsänderung in Gera, St. Elisabeth aufgebaut (III/P/40) →Orgel                             |
| 1958/1962  | Hannover                   | Markuskirche                                      |      | IV/P    | 57            | Neuintonation 1974, Umdisposition 1994 |
| 1959       | Bad Staffelstein           | Dreieinigkeitskirche                              |      | II/P    | 20            | → Orgel |
| 1960       | Bonn                       | Schlosskirche                                     |      | II/P    | 23            | 2011 umgesetzt zur Wallfahrtskirche Maria zum rauhen Wind in Kälberau (Bild), ersetzt durch Klais → Orgel |
| 1960       | Euskirchen                 | Ev. Kirche                                        |      | II/P    | 24            | → Orgel |
| 1960       | Güntersen                  | St. Martini                                       |      | I/P     | 11            | → Orgel |
| 1961       | Apolda                     | Martinskirche                                     |      | II/P    | 10            | ursprünglich für die Paul-Gerhardt-Schule in Dassel gebaut, 2004 umgesetzt (Bild) → Orgel |
| 1961       | Hirschegg                  | Kreuzkirche Hirschegg                             |      |         | 13            | |
| 1961       | Osnabrück                  | St. Katharinen                                    |      | III/P   | 42            | 2022 abgebaut und nach Kėdainiai (Litauen) umgesetzt |
| 1962       | Bad Münstereifel           | Ev. Kirche                                        |      | II/P    | 12 (18)       | nachträgliche Erweiterung um 6 elektron. Register (Hybridorgel) → Orgel |
| 1962       | Burbach (Saarbrücken)      | Matthäuskirche                                    |      | II/P    | 27            | Im Originalzustand erhalten! Größte Ott-Orgel im Saarland. |
| 1962       | Düsseldorf-Mörsenbroich    | Thomaskirche (1960–2020)                          |      | II/P    | 25            | zuletzt überholt 2009; nach Kirchenschließung 2021 umgesetzt nach Ss. Pietro e Paolo Saronno (Norditalien) → Orgel |
| 1963       | Zweibrücken                | Alexanderskirche                                  |      | III/P   | 47            | |
| 1963       | Hamburg-Harburg            | St. Johannis                                      |      | III/P   | 40            | Rückpositiv als Continuo-Instrument von einem separaten Spieltisch anspielbar |
| 1963       | Saarbrücken                | Musikhochschule (Überaum 102)                     |      | II/P    | 10            | |
| 1964       | Göttingen                  | St. Albani                                        |      | III/P   | 36            | 1990 Renovierungsumbau durch Rudolf Janke → Orgel |
| 1964       | Bremen-Blumenthal          | Martin-Luther-Kirche                              |      | II/P    | 24            | Generalüberholung 2011/2012 |
| 1964       | Beckingen                  | Martinskirche                                     |      | II/P    | 11            | |
| 1964       | Deidesheim                 | Protestantische Kirche                            |      | II/P    | 11            | [ 12 ] |
| 1964       | Schaffhausen (Saar)        | Evangelische Kirche                               |      | I/P     | 7             | |
| 1964       | Naßweiler                  | Evangelische Kirche                               |      | I/p     | 5             | |
| 1965       | Hanko (FI)                 | Kirkko                                            |      | III/P   | 29            | → Orgel |
| 1965       | Hütschenhausen             | St. Michael                                       |      | II/P    | 15            | → Orgel |
| 1964–1966  | Neuenheerse                | Stiftskirche St. Saturnina                        |      | II/P    | 32            | Rekonstruktion der Barockorgel hinter historischem Prospekt von Andreas Reinecke (1714) |
| 1966       | Göttingen                  | St.-Jacobi-Kirche                                 |      | IV/P    | 57            | 2007 Erweiterung um ein Schwellwerk durch Siegfried Schmid sowie Tausch zweier Register |
| 1966       | Bad Godesberg              | Pauluskirche                                      |      | II/P    | 24            | |
| 1966       | Oberschleißheim            | Trinitatiskirche                                  |      | II/P    | 20            | → Orgel |
| 1966       | Langenhagen                | Emmauskirche                                      |      | II/P    | 24            | → Orgel |
| 1967       | Hannover                   | Bugenhagenkirche (Hannover)                       |      | II/P    | 30            | 1997 Überholung durch Alexander Schuke Orgelbau, Austausch des elektrischen Registrierwerks gegen ein mechanisches |
| 1967       | Kristiansand               | Kristiansand Domkirke                             |      | III/P   | 55            | 2011 stillgelegt und ersetzt |
| 1967       | Weil am Rhein              | Friedenskirche                                    |      | II/P    | 18            | → Orgel |
| 1967       | München                    | St. Markus                                        |      | III/P   | 29            | sogenannte „Bach-Orgel“ |
| 1967       | Nienburg/Weser             | St.-Michaels-Kirche                               |      | II/P    | 24            | 1992 Einbau zweier neuer Register und Generalreinigung durch die Firma Tzschöckel, Althütte |
| 1967       | Köln                       | Lutherkirche                                      |      | II/P    | 24            | |
| 1968       | Bayreuth                   | Erlöserkirche                                     |      | III/P   | 32            | 1984 Überholung durch Georg Jann |
| 1968       | Berlin-Friedrichsfelde     | Zum-Guten-Hirten-Kirche                           |      | II/P    |               | |
| 1968       | Hamburg-Hoheluft-Ost       | St. Markus                                        |      | II/P    | 20            | |
| 1968       | Münster                    | Apostelkirche                                     |      | III/P   | 36            | |
| 1968       | Jägersburg                 | Adventkirche                                      |      | II/P    | 16            | |
| 1969       | Coburg                     | Heilig-Kreuz-Kirche                               |      | II/P    | 26            | im historischen Prospekt vom Coburger Bildhauer Johann Christoph Hemmer (1739) → Orgel |
| 1969       | Berlin-Britz               | Fürbitt-Kirche                                    |      | II/P    | 22            | → Orgel |
| 1969       | Göttingen                  | Ev.-ref. Kirche                                   |      | II/P    | 15            | saniert und neu intoniert 1997 → Orgel |
| 1969       | Oberauerbach (Zweibrücken) | Dietrich-Bonhoeffer-Kirche                        |      | I/P     | 7             | |
| 1969–1970  | Ludwigshafen               | Lukaskirche                                       |      | III/P   | 39            | erhaltene und funktionstüchtige Lochkarten-Setzeranlage |
| 1970       | Stuttgart                  | Leonhardskirche                                   |      | III/P   | 58            | |
| 1970       | Apen                       | Nikolaikirche                                     |      |         | 13            | |
| 1970       | Bad Tölz                   | Johanneskirche                                    |      | II      | 18            | → Orgel |
| 1970       | Bergen                     | Marienkirche (Mariakirken)                        |      | III     | 37            | 2014 durch ein Werk von Weimbs Orgelbau ersetzt. Versetzt in die Pfarrkirche St. Georg zu Schonungen (Bild) → Orgel |
| 1970       | Berlin-Konradshöhe         | Jesus-Christus-Kirche                             |      | II/P    | 17            | → Orgel →Orgel |
| 1971       | Bingen am Rhein            | St. Martin                                        |      | IV/P    | 46            | Hildegardisorgel; 1995 durch Oberlinger mit elektronischer Setzeranlage ausgestattet |
| 1972       | Mainz-Altstadt             | Antoniterkapelle                                  |      | III/P   | 34            | Oberlinger: 1981, 1995 Stimmung/Reparatur, 1989 Einbau Setzeranlage (256-fach), neue Registerstaffelei Rainer Müller: 2016 Renovierung |
| 1974       | Würzburg                   | Hausorgel Paul Damjakob                           |      | III/P   | 15            | → Orgel |
| 1975       | Pöhlde                     | Johannes-Servatius-Kirche                         |      | II/P    | 14            | hinter historischem Prospekt eines unbekannten Orgelbauers (1827) |
| 1975       | Flörsheim am Main          | St. Josef                                         |      | II/P    | 17            | |
| 1977       | Tel Aviv                   | Immanuelkirche                                    |      | II/P    | 17            | Pedalwerk in separatem Gehäuse auf der rechten Seite |
| 1977       | Lippstadt                  | Große Marienkirche                                |      | III/P   | 47            | Überarbeitung 1997 → Orgel |
| 1977–1978  | Oslo                       | Oslo Konserthus                                   |      | V/P     | 89            | zu der Zeit die größte Orgel in Norwegen |
| 1978       | St. Ingbert                | St. Michael                                       |      | II/P    | 21            | Mechanische Spiel- und elektrische Registertraktur. |
| 1978–1979  | Heusenstamm                | St. Cäcilia (Balthasar-Neumann-Kirche)            |      | II/P    | 23            | Neue Orgel in Bestandsgehäuse, unter teilweiser Verwendung Pfeifen der Vorgängerorgeln (Schlimbach 1907, Schmidt 1956) |
| 1979       | Fürstenfeldbruck           | St. Magdalena                                     |      | III/P   | 35            | → Orgel |
| 1980       | Bellheim                   | St. Nikolaus                                      |      | II/P    | 31            | im Gehäuse der Vorgängerorgel |
| 1983       | Bad Dürkheim               | Schlosskirche St. Ludwig                          |      | II/P    | 27            | 2007 neu intoniert |
| 1990       | Bornheim (Rheinland)       | Martin-Luther-Kirche                              |      | II/P    | 12            | als Ersatz für eine kleine Orgel, die 1986 verbrannte |

### Restaurierungen und sonstige Arbeiten
| Jahr            | Ort               | Gebäude               | Bild | Manuale | Register | Bemerkungen |
| --------------- | ----------------- | --------------------- | ---- | ------- | -------- | --- |
| 1932            | Barterode         | St. Pankratii         |      | II/P    | 20       | Erweiterung der Orgel von Johann Dietrich Kuhlmann (1825) um ein Rückpositiv mit 5 Registern. Dieser Umbau wurde inzwischen wieder rückgängig gemacht; das Rückpositiv wurde zu einem selbständigen Positiv umgebaut und in Herzberg/Harz aufgestellt.          |
| 1937, 1961–1963 | Stade             | St. Wilhadi           |      | III/P   | 40       | Nach dem ersten Umbau von Ott 1937 stand das Hinterwerk (diatonisch) auf der Empore mit einem Freipfeifenprospekt. Nach dem zweiten Umbau durch Ott wurde es als Rückpositiv mit einem Barockprospekt (aber in falschen Proportionen) in die Brüstung gestellt. |
| 1938            | Memmingen         | St. Martin            |      | III/P   | 49       | Orgel von St. Martin (Memmingen), Erweiterung der Walcker-Orgel (II/P, 33) um ein Rückpositiv |
| 1937–1939       | Cappel            | St. Peter und Paul    |      | II/P    | 30       | Instandsetzung, Änderungen → Orgel von St. Peter und Paul (Cappel) |
| 1948            | Stade             | St. Cosmae et Damiani |      | III/P   | 42       | Orgel von St. Cosmae et Damiani (Stade); Instandsetzung, Änderungen |
| 1948            | Norden            | Ludgerikirche         |      | III/P   | 46       | Orgel der Ludgerikirche (Norden); Wiederaufbau 1957–1959: Änderungen |
| 1950            | Göttingen         | St. Marien            |      | III/P   | 48       | Orgel der Pfarrkirche St. Marien (Göttingen); Änderung der Disposition |
| 1959–1960       | Flörsheim am Main | St. Gallus            |      | III/P   | 39       | Umfassende Überarbeitung der Johann-Jakob-Dahm-Orgel von 1709 |
| 1963            | Ostönnen          | St. Andreas           |      | I       | 8        | Orgel von St. Andreas (Ostönnen), Instandsetzung, Versetzung |
| 1964            | Bremen            | Liebfrauenkirche      |      | III/P   | 40       | Umbau der 1953 gebauten Orgel. Umsetzung in das südliche Seitenschiff, neues Gehäuse von Dieter Oesterlen; 1984 überholt durch Karl Schuke Berliner Orgelbauwerkstatt                                                                                           |